# Ferdinand Puissant d'Agimont d'Heer et Herlette

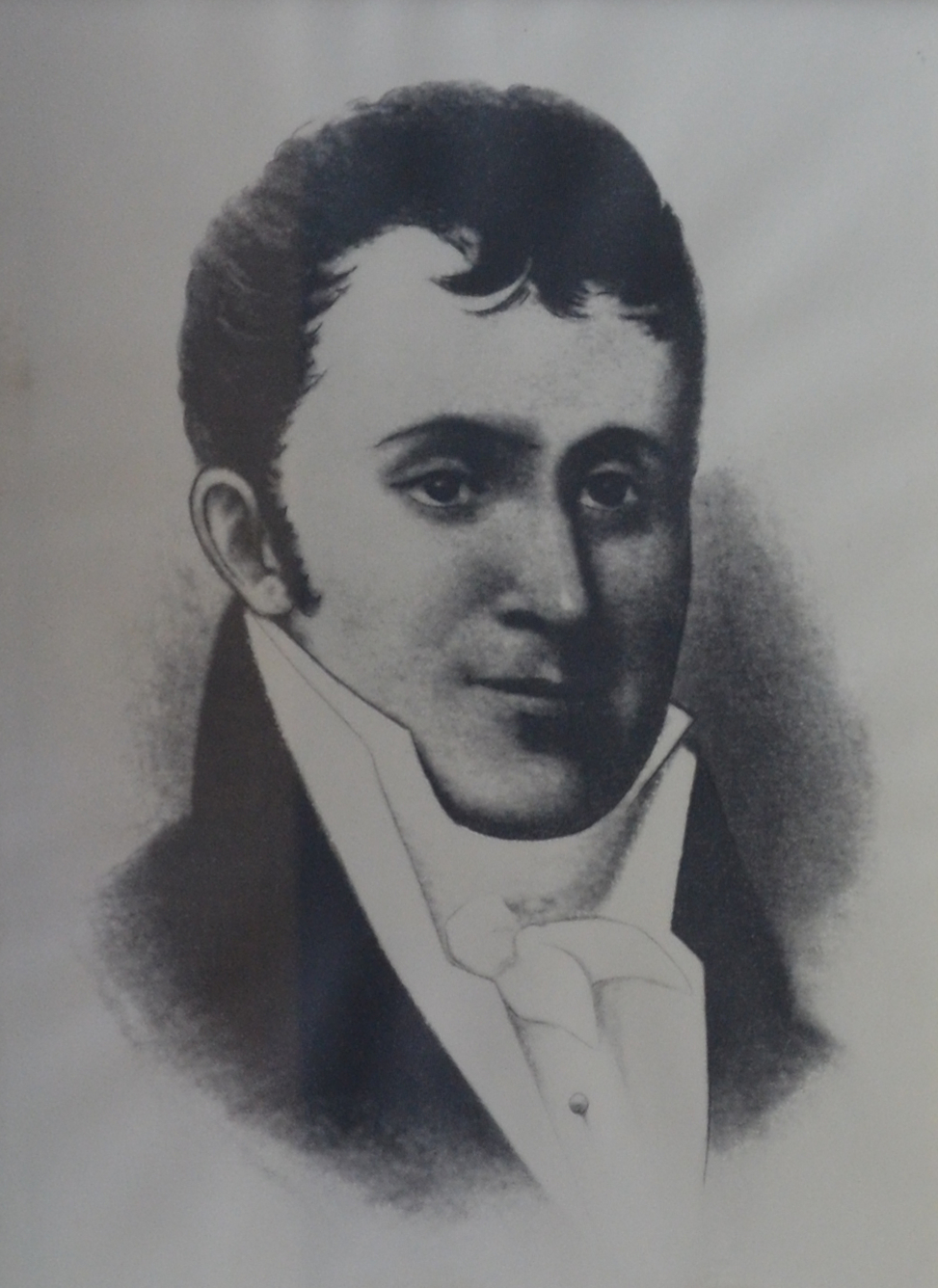

Jacques André Ferdinand Marie Puissant d'Agimont d'Heer et Herlette (Charleroi, 8 maart 1785 - 27 maart 1833) was een Belgisch senator en burgemeester.

## Levensloop
Puissant was een zoon van de eigenaar van hoogovens Jean Puissant en van Marie-Catherine d'Heusy. Hij trouwde met Marie-Philippine Licot uit Nismes (1782-1837), ook Licot de Nismes genoemd, en ze hadden drie zoons en een dochter die kloosterzuster werd.
In 1829, onder het Verenigd Koninkrijk der Nederlanden, verkreeg hij opname in de erfelijke adel en in 1830 kreeg hij vergunning om d'Agimont d'Heer et Herlette aan zijn naam te mogen toevoegen.
Hij was directeur van de hoogovens van Goegnies en was medestichter van het metaalverwerkend bedrijf La Providence in Marchienne-au-Pont.
Hij was gemeenteraadslid van Charleroi van 1817 tot 1830 en was burgemeester in 1817-1818 en van 1824 tot 1830.
In 1831 werd hij verkozen tot senator voor het arrondissement Charleroi en oefende dit mandaat uit tot in 1833.
Puissant was lid van de vrijmetselaarsloge La Vertu in Charleroi.

## Familie

### Edmond Puissant d'Agimont
Edmond Puissant d'Agimont (1813-1870) was de oudste zoon van senator Ferdinand Puissant d'Agimont. Hij werd schepen van Charleroi. Hij trouwde in 1837 met Emilie Darche (1814-1877). Ze hadden afstammelingen, maar de laatste is in 2011 overleden.

### François Puissant d'Agimont
François Puissant d'Agimont (1825-1872), tweede zoon van Ferdinand Puissant, trouwde met Anne de Cartier (1836-1871). Ze hadden een zoon, die ongehuwd overleed in 1914.